# Choeras zygon
Choeras zygon es una especie de avispa del género Choeras, familia Braconidae. Fue descrita por Fagan-Jeffries & Austin en 2019. Esta especie se denominó así en referencia a la especie ficticia de Doctor Who Zygon.
Estas avispas inyectan sus huevos en orugas vivas, y las avispas bebés se comen lentamente a la oruga de adentro hacia afuera.